# Sezonul de IndyCar din 2014
Sezonul de IndyCar din 2014 este al 19-lea sezon din competiția motorizată organizată pe teritoriul Statelor Unite ale Americii. 13 echipe vor alerga in cele 18 etape care alcatuiesc calendarul sezonului 2014. Sezonul incepe la data de 30 martie și se termina in data de 30 august. Din cele 18 runde, etapele 13 și 14 se disputã în Canada, restul pe teritoriul Statelor Unite ale Americii.
La startul acestei ediții se află 3 campioni (Scott Dixon, Tony Kanaan și Ryan Hunter-Reay).
Honda și Chevrolet sunt singurele motoare din competiție.

## Piloții și echipele înscrise în campionat:
| Echipe                                | Motor     | Nr. | Piloți              | Etape disputate           |
| ------------------------------------- | --------- | --- | ------------------- | ------------------------- |
| A. J. Foyt Enterprises                | Honda     | 14  | Takuma Sato         | Toate                     |
| A. J. Foyt Enterprises                | Honda     | 41  | Martin Plowman (R)  | 4-5                       |
| Andretti Autosport                    | Honda     | 25  | Marco Andretti      | Toate                     |
| Andretti Autosport                    | Honda     | 26  | Franck Montagny (R) | 4                         |
| Andretti Autosport                    | Honda     | 26  | Kurt Busch (R)      | 5                         |
| Andretti Autosport                    | Honda     | 27  | James Hinchcliffe   | Toate                     |
| Andretti Autosport                    | Honda     | 28  | Ryan Hunter-Reay    | Toate                     |
| Andretti Autosport                    | Honda     | 34  | Carlos Muñoz (R)    | Toate                     |
| Bryan Herta Autosport                 | Honda     | 98  | Jack Hawksworth (R) | Toate                     |
| Chip Ganassi Racing                   | Chevrolet | 9   | Scott Dixon         | Toate                     |
| Chip Ganassi Racing                   | Chevrolet | 8   | Ryan Briscoe        | Toate                     |
| Chip Ganassi Racing                   | Chevrolet | 10  | Tony Kanaan         | Toate                     |
| Chip Ganassi Racing                   | Chevrolet | 83  | Charlie Kimball     | Toate                     |
| Dale Coyne Racing                     | Honda     | 18  | Carlos Huertas (R)  | Toate                     |
| Dale Coyne Racing                     | Honda     | 19  | Justin Wilson       | Toate                     |
| Dale Coyne Racing                     | Honda     | 63  | Pippa Mann          | 5                         |
| Dreyer & Reinbold Kingdom Racing      | Chevrolet | 22  | Sage Karam (R)      | 5                         |
| Ed Carpenter Racing                   | Chevrolet | 20  | Mike Conway         | 1-4; 6-7; 9-10; 13-15; 17 |
| Ed Carpenter Racing                   | Chevrolet | 20  | Ed Carpenter        | 5; 8; 11-12; 16; 18       |
| Ed Carpenter Racing                   | Chevrolet | 21  | J. R. Hildebrand    | 5                         |
| KV Racing Technology                  | Chevrolet | 6   | Townsend Bell       | 5                         |
| KV Racing Technology                  | Chevrolet | 11  | Sébastien Bourdais  | Toate                     |
| KV Racing Technology                  | Chevrolet | 17  | Sebastián Saavedra  | Toate                     |
| KV Racing Technology                  | Chevrolet | 33  | James Davison (R)   | 5                         |
| Lazier Partners Racing                | Chevrolet | 91  | Buddy Lazier        | 5                         |
| Rahal Letterman Lanigan Racing        | Honda     | 15  | Graham Rahal        | Toate                     |
| Rahal Letterman Lanigan Racing        | Honda     | 16  | Oriol Servià        | 2-5                       |
| Rahal Letterman Lanigan Racing        | Honda     | 16  | Luca Filippi (R)    | 9-10, 13-14               |
| Sarah Fisher Hartman Racing           | Honda     | 67  | Josef Newgarden     | Toate                     |
| Sarah Fisher Hartman Racing           | Honda     | 68  | Alex Tagliani       | 5                         |
| Schmidt Peterson Hamilton Motorsports | Honda     | 5   | Jacques Villeneuve  | 5                         |
| Schmidt Peterson Hamilton Motorsports | Honda     | 55  | Mikhail Aleshin (R) | Toate                     |
| Schmidt Peterson Hamilton Motorsports | Honda     | 77  | Simon Pagenaud      | Toate                     |
| Team Penske                           | Chevrolet | 2   | Juan Pablo Montoya  | Toate                     |
| Team Penske                           | Chevrolet | 3   | Hélio Castroneves   | Toate                     |
| Team Penske                           | Chevrolet | 12  | Will Power          | Toate                     |

## Clasament sezon 2014:
| Poziție | Pilot              | Număr puncte |
| ------- | ------------------ | ------------ |
| 1       | William Power      | 671          |
| 2       | Hélio Castroneves  | 609          |
| 3       | Scott Dixon        | 604          |
| 4       | Juan Pablo Montoya | 586          |
| 5       | Simon Pagenaud     | 565          |
| 6       | Ryan Hunter-Reay   | 563          |
| 7       | Tony Kanaan        | 544          |
| 8       | Carlos Muñoz       | 483          |
| 9       | Marco Andretti     | 463          |
| 10      | Sébastien Bourdais | 461          |

## Calendar competițional:
| Etapă | Locație                   | Circuit                               | Dată       | Câștigător         |
| ----- | ------------------------- | ------------------------------------- | ---------- | ------------------ |
| 1     | Saint Petersburg, Florida | Streets of St. Petersburg             | 30 Martie  | William Power      |
| 2     | Long Beach, California    | Streets of Long Beach                 | 13 Aprilie | Mike Conway        |
| 3     | Birmingham, Alabama       | Barber Motorsports Park               | 26 Aprilie | Ryan Hunter-Reay   |
| 4     | Speedway, Indiana         | Indianapolis Motor Speedway - Circuit | 10 Mai     | Simon Pagenaud     |
| 5     | Speedway, Indiana         | Indianapolis Motor Speedway - Oval    | 25 Mai     | Ryan Hunter-Reay   |
| 6     | Detroit, Michigan         | Belle Isle                            | 31 Mai     | William Power      |
| 7     | Detroit, Michigan         | Belle Isle                            | 1 Iunie    | Hélio Castroneves  |
| 8     | Fort Worth, Texas         | Texas Motor Speedway                  | 7 Iunie    | Ed Carpenter       |
| 9     | Houston, Texas            | Reliant Park                          | 28 Iunie   | Carlos Huertas     |
| 10    | Houston, Texas            | Reliant Park                          | 29 Iunie   | Simon Pagenaud     |
| 11    | Long Pond, Pennsylvania   | Pocono Raceway                        | 6 Iulie    | Juan Pablo Montoya |
| 12    | Newton, Iowa              | Iowa Speedway                         | 12 Iulie   | Ryan Hunter-Reay   |
| 13    | Toronto, Ontario          | Exhibition Place                      | 19 Iulie   | Sébastien Bourdais |
| 14    | Toronto, Ontario          | Exhibition Place                      | 20 Iulie   | Mike Conway        |
| 15    | Lexington, Ohio           | Mid-Ohio Sports Car Course            | 3 August   | Scott Dixon        |
| 16    | West Allis, Wisconsin     | The Milwaukee Mile                    | 17 August  | William Power      |
| 17    | Sonoma, California        | Sonoma Raceway                        | 24 August  | Scott Dixon        |
| 18    | Fontana, California       | Auto Club Speedway                    | 30 August  | Tony Kanaan        |

Format:Sezoane de IndyCar